# Tettau (Bawaria)
Tettau – gmina targowa w Niemczech, w kraju związkowym Bawaria, w rejencji Górna Frankonia, w regionie Oberfranken-West, w powiecie Kronach. Leży w Lesie Turyńskim, przy granicy z Turyngią.
Gmina położona jest 25 km na północny wschód od Kronach, 21 km na południowy wschód od Saalfeld/Saale i 61 km na północny wschód od Bayreuth.

## Dzielnice
W skład gminy wchodzą następujące dzielnice: 
- Alexanderhütte
- Kleintettau
- Langenau
- Sattelgrund
- Schauberg
- Tettau

## Polityka
Wójtem jest Hans Kaufmann (SPD). Rada gminy składa się z 15 członków:
|      | CSU | SPD | Wolni Wyborcy | Razem     |
| 2008 | 3   | 9   | 3             | 15 miejsc |